# Yumiko Shige
Yumiko Shige, född 4 augusti 1965 i Karatsu i Saga prefektur, död 9 december 2018 i Karatsu, var en japansk seglare.
Hon tog OS-silver i 470 i samband med de olympiska seglingstävlingarna 1996 i Atlanta.